# Waardesysteem
Een waardesysteem is het samenhangend geheel van waarden van een individu, groep of samenleving.
Een waardesysteem kan beschouwd worden als een zienswijze en manier van denken. Het is geen typologie die gebruikt kan worden om mensen in te delen. Bij een waardesysteem gaat het niet om wat mensen zeggen of doen, maar om de redenen dat zij dat doen, dat wil zeggen hun motivaties en drijfveren. 